# Karl Boedeker
Karl Heinrich Detlev Boedeker (* 20. September 1815 in Hannover; † 22. Februar 1895 in Göttingen) war ein deutscher Apotheker und Chemiker.

## Leben
Von 1831 bis 1835 durchlief Boedeker in Hannover eine Apothekerlehre, war 1837/38 Gehilfe in Köln und dann auf Wanderschaft in Basel, Luzern und Vevey. Ab 1843 studierte er an der Universität Göttingen Pharmazie, erlangte 1844 seine Approbation und war dann an der Hof-Apotheke in Hannover tätig. 1846 holte er seine Maturitätsprüfung nach und arbeitete 1847/48 in Friedrich Wöhlers Laboratorium in Göttingen. 1848 promovierte er zum Dr. Phil. mit Ueber die Verbreitung der Pflanzenstoffe im Allgemeinen nebst einer speciellen Betrachtung einiger Stoffe aus der Familiengruppe der Cocculinen Bartlg.und habilitierte sich 1850 in Bonn. 1850 bis 1854 war er Privatdozent an der Universität Bonn und wurde 1854 in Göttingen Professor für Pharmazeutische oder Physiologische Chemie. Ferner war er Vorstand der chemischen Abteilung des physiologischen Instituts. Ab 1857 war er Assessor in der Göttinger Akademie der Wissenschaften. Er konzentrierte sich auf die Ausbildung von Pharmazeuten und legte 1866 sein Lehramt nieder.
Verheiratet war er mit einer Enkelin des Johann Heinrich Voß.
Er beschäftigte sich mit Mineralogie, physiologischer Chemie (Untersuchung der Bestandteile des Speichels und des Eiters) und Phytochemie (Berberin in der Colombowurzel). Er entdeckte Idryl (Fluoranthen) und Lycopodin.

## Veröffentlichungen (Auswahl)
- Ueber das Idryl und Idrialin. In: Liebigs Annalen der Chemie 52, 1844, S. 100–106
- Ueber die Verbreitung der Pflanzenstoffe im Allgemeinen nebst einer speciellen Betrachtung einiger Stoffe aus der Familiengruppe der Cocculinen Bartlg. Göttingen 1848
- Übersetzung von Henri Victor Regnaults Lehrbuch der Chemie in vier Bänden
- Die gesetzmäßigen Beziehungen zwischen der Zusammensetzung, Dichtigkeit und der specifischen Wärme der Gas. Vandenhoeck & Ruprecht, Göttingen 1857
- Die Beziehungen zwischen Dichte und Zusammensetzung bei festen und liquiden Stoffen : ein Supplement zu den Lehrbüchern der Chemie und Mineralogie. Arnold, Leipzig 1860
- Die zusammensetzung der natürlichen Silicate. 1887